# Krystyna Romeyko-Bacciarelli
Krystyna Romeyko-Bacciarelli (ur. 1940, zm. 10 maja 2017) – polska dziennikarka.

## Życiorys
Urodziła się w Szumsku. Ukończyła geografię na Uniwersytecie Warszawskim. W 1970 rozpoczęła pracę w „Dzienniku Wieczornym" (wcześniej przez kilka lat była jego współpracowniczką). Współpracowała również z „Ilustrowanym Kurierem Polskim" oraz z „Gazetą Pomorską". W latach 1975–1992 była dziennikarką Polskiego Radia w Bydgoszczy. Od 1998 do śmierci w 2017 piastowała funkcję redaktora naczelnego „Kalendarza Bydgoskiego", wydawanego przez Towarzystwo Miłośników Miasta Bydgoszczy.